# Mimetus vespillo
Mimetus vespillo là một loài nhện trong họ Mimetidae.
Loài này thuộc chi Mimetus. Mimetus vespillo được miêu tả năm 1980 bởi Brignoli.